# Negari Terfa

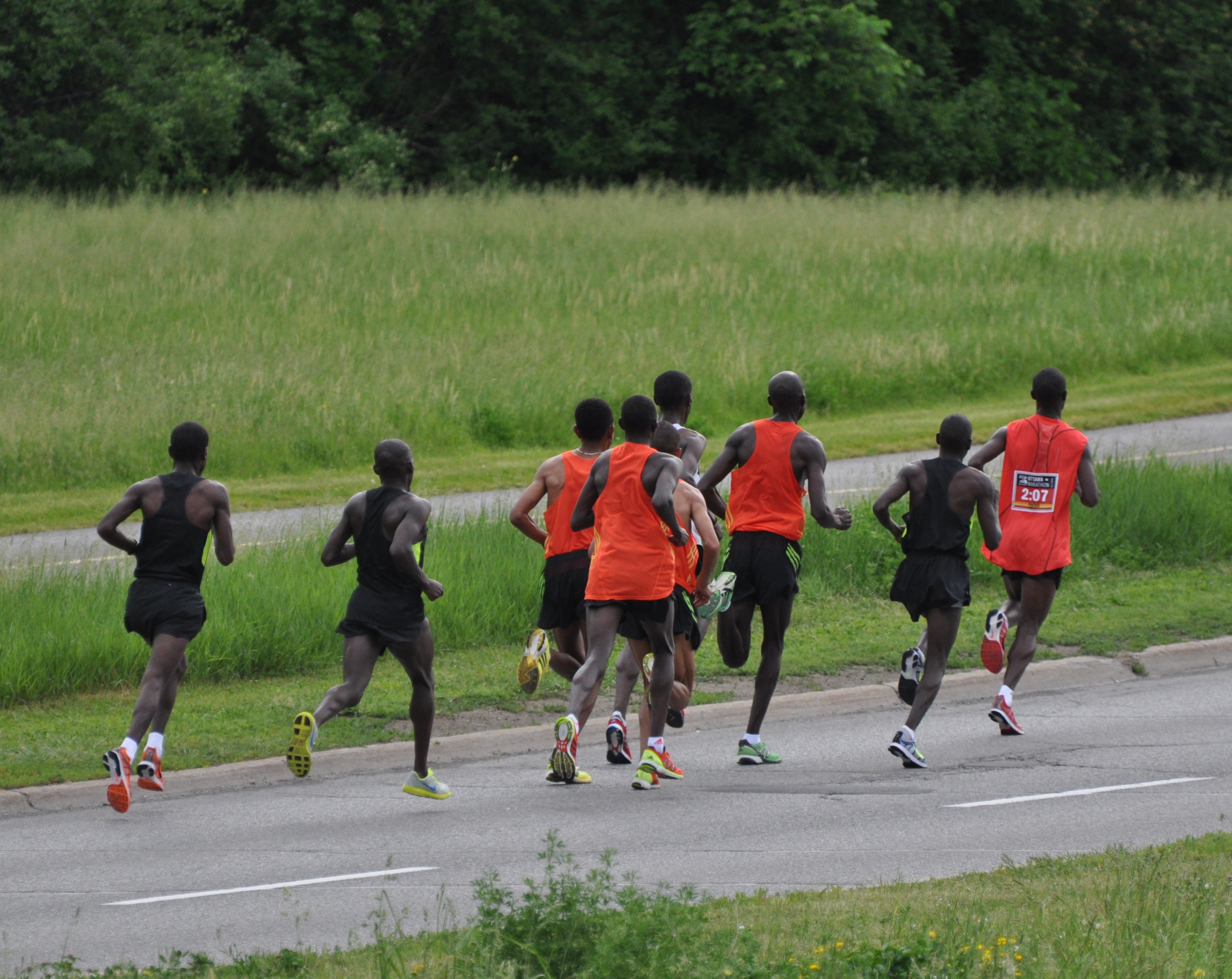
Terfa (ganz links) 2012 in Ottawa

Negari Terfa (* 1983) ist ein äthiopischer Marathonläufer. 
2008 wurde er Dritter beim Porto-Marathon. 2009 folgte einem zweiten Platz beim Xiamen-Marathon und einem fünften beim Los-Angeles-Marathon ein dritter Platz beim Berlin-Marathon in seiner persönlichen Bestzeit von 2:07:41 Stunden.
2010 wurde er Zweiter in Xiamen, Elfter beim Paris-Marathon und Vierzehnter beim Chicago-Marathon. 2011 gewann er den Rock ’n’ Roll Marathon in San Diego.
Am 5. Januar 2013 gewann er den Xiamen-Marathon in 2:08:32 h.

## Persönliche Bestzeiten
- 20-km-Straßenlauf: 58:21 min, 29. September 2013, Berlin
- Halbmarathon: 1:01:33 h, 29. 29. September 2013, Berlin
- Marathon: 2:07:32h, 5. Januar 2013, Xiamen